# Adolf Ogi
Pour les articles homonymes, voir Ogi.
Adolf Ogi, né le 18 juillet 1942 à Kandersteg (originaire du même lieu), est une personnalité politique suisse, membre de l'Union démocratique du centre (UDC). Il est conseiller fédéral de 1988 à 2000 et président de la Confédération suisse en 1993 et 2000.

## Biographie
Après avoir suivi ses études à l'école supérieure de commerce de La Neuveville, il devient directeur de la Fédération suisse de ski ainsi que directeur-général d'Intersport suisse.

## Débuts en politique
Élu comme représentant du canton de Berne au Conseil national de 1979 à 1987, il préside la Commission des affaires militaires du Conseil national en 1986 et 1987 et est président de l'UDC de 1984 à 1988.

## Conseiller fédéral

### Département des transports, des communications et de l'énergie
Le 9 décembre 1987, il est élu au Conseil fédéral (98e conseiller fédéral de l'histoire[réf. nécessaire]), qu'il préside en 1993 et 2000. Pendant huit ans, Adolf Ogi est chef du Département des transports, des communications et de l'énergie (DFTCE), où il est confronté à plusieurs problèmes complexes. À peine élu, il est placé devant le refus de la politique coordonnée des transports en 1988, contestée par les milieux routiers.
Il obtient divers succès lors de votations populaires. Si les initiatives « trèfles à quatre » contre de nouveaux tronçons d'autoroutes sont repoussées, le nouvel article sur l'énergie est massivement accepté en 1990. De même, si l'initiative pour l'abandon du nucléaire est refusée, la solution du moratoire est acceptée. L'adoption de l'arrêté sur les nouvelles lignes ferroviaires alpines (NLFA) en 1992 est également à mettre à son actif.
En 1994, l'acceptation de l'initiative populaire « Pour la protection des régions alpines contre le trafic de transit » complique les relations de la Suisse avec ses voisins et ce n'est que grâce à une diplomatie active qu'une solution pour les transports des poids lourds devient possible dans le cadre des accords bilatéraux avec l'Union européenne.

### Département militaire fédéral

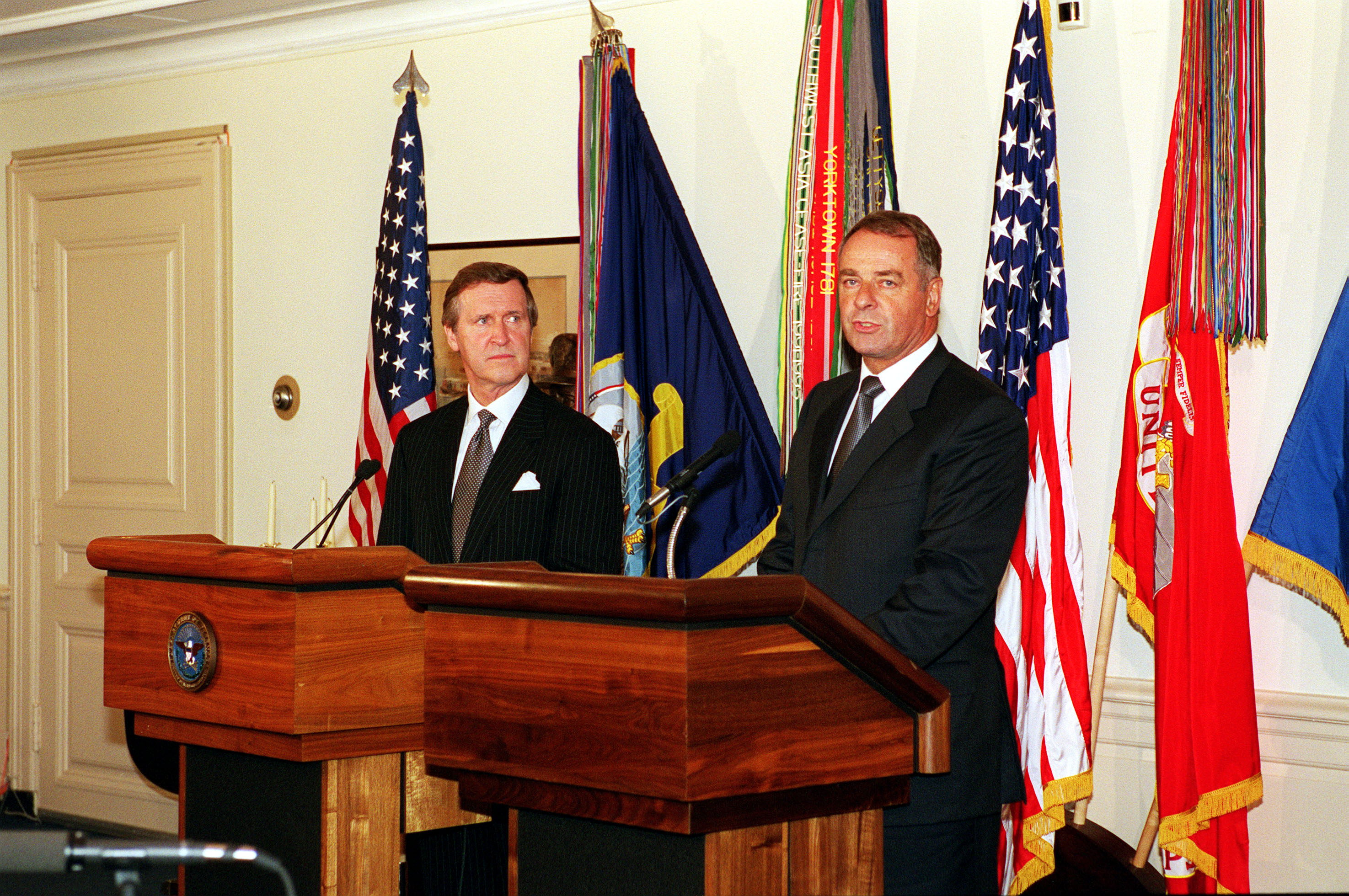
Adolf Ogi et le secrétaire d'État américain à la Défense William Cohen, le 28 juillet 2000.

À partir de novembre 1995, Adolf Ogi prend la tête du Département militaire, rebaptisé en 1999 « Département de la défense, de la protection de la population et des sports » (DDPS).
En juin 1999, il présente une nouvelle politique de défense intitulée « la sécurité par la coopération », où le rôle de l'armée n'est plus la défense militaire autonome du territoire suisse, mais consiste à faire face aux menaces diverses contre l'État et les conditions d'existence de ses habitants, la Suisse devant prendre une part active aux efforts de la communauté internationale en faveur de la paix. La révision de la loi sur l'armée qui permet l'armement de militaires suisses s'inscrit dans cette perspective.

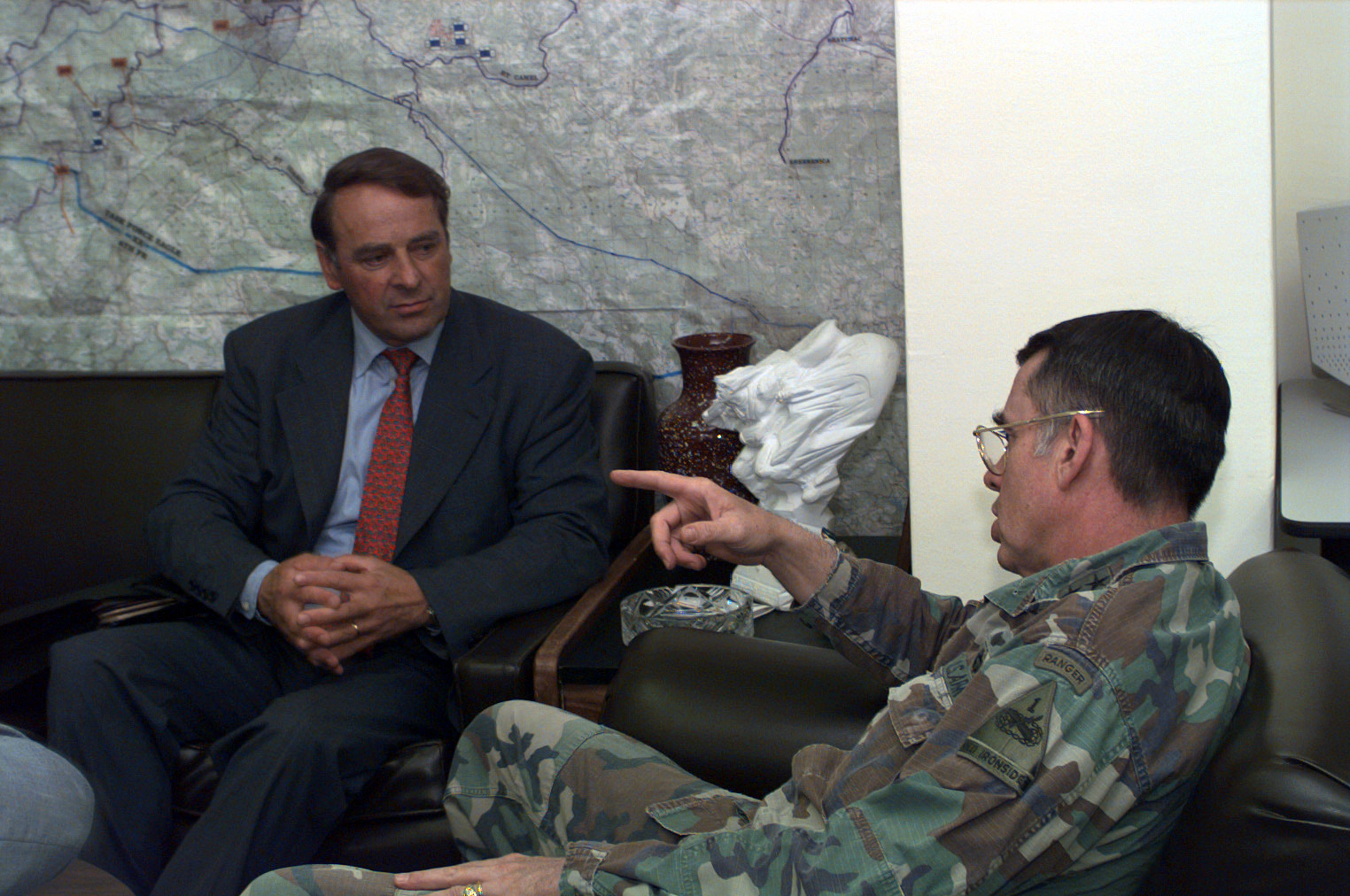
Adolf Ogi et le général de l'armée américaine William L. Nash, le 15 juin 1996.

Présentant ses vœux télévisés aux Suisses pour son année de présidence en 2000, quelques jours à peine après le passage de l'ouragan Lothar, il brandit un jeune sapin. symbole de résistance aux tempêtes, qu'il promet de revenir planter au printemps dans la région de son village natal.
La dernière campagne d'Adolf Ogi concerne le combat contre l'initiative visant à diminuer les dépenses militaires. Son successeur, Samuel Schmid, hérite des projets Armée XXI et Protection de la population. Sous l'égide d'Adolf Ogi, la Suisse s'est largement engagée dans les efforts internationaux en faveur de la paix, que ce soit avec les bérets jaunes en Bosnie-Herzégovine, une compagnie suisse au Kosovo, la Swisscoy, ou encore le soutien aux missions de l'OSCE et de l'ONU. À Genève, un centre international de déminage humanitaire est fondé.
Pendant la durée de son mandat, il établit une relation de confiance avec le président français François Mitterrand, qu'il invite dans son village natal. En politique étrangère, il apporte la 4e voix décisive qui conduit le Conseil fédéral à déposer une demande d'ouverture de négociations sur une adhésion à l'Union européenne. Il incarne alors une ligne politique opposée à celle du futur conseiller fédéral Christoph Blocher.

## Activités après le Conseil fédéral
Après son départ du gouvernement fédéral, il est nommé en 2001 conseiller spécial du secrétaire général de l'ONU pour le sport au service du développement et de la paix. Dans ce rôle, il a pour mission d'appuyer la démarche engagée par le secrétaire général afin de promouvoir dans le milieu du sport les activités et idéaux des Nations unies et de rallier son soutien. Il échoue ensuite dans sa tentative d'entrer au Comité international olympique.
Adolf Ogi est également ambassadeur de Peace and Sport, organisation internationale basée à Monaco et œuvrant pour la construction d'une paix durable grâce au sport.
Véritable pari d'avenir[pas clair], son prénom lui portera en définitive préjudice. Il le qualifiera de fardeau professionnel à plusieurs reprises.

## Prix et distinctions
En 2000, une route de Kandersteg est renommée Bundesrat Adolf Ogi Strasse en son hommage,,. En 2006, l'École genevoise de diplomatie lui décerne le titre de docteur honoris causa. Dans le courant des années 1990, il est fait membre d'honneur de la Société d'étudiants de Zofingue.